# Estelle Akofio-Sowah
Pour les articles homonymes, voir Sowah.
Estelle Akofio-Sowah, née en Écosse, est une entrepreneuse ghanéenne développant des activités liées à l'usage d'internet, avec un engagement social sur l'impact d'internet et l'aide au développement.

## Biographie
Elle est née en Écosse d'un père ghanéen et d'une mère écossaise. Sa famille déménage au Ghana quand elle a 6 mois.
Elle étudie à la Ghana International School puis à l'Université de Sussex, y obtenant un diplôme en Économie et en Études du Développement.
Revenue au Ghana, elle travaille pour Pronet, une organisation non gouvernementale locale partenaire de WaterAid pour la mise en œuvre de projets sur l'eau, l'assainissement et la promotion de l'hygiène. Elle travaille également comme coordonnatrice du Programme national de réduction de la pauvreté,.
En 2001, elle fonde et dirige une entreprise de services, BusyInternet. C'est un fournisseur d'accès internet pour les particuliers et les entreprises, qui gère également des cybercafés à Accra, ouverts 24 heures sur 24,. « Notre café est une ruche d'activité, il y a toujours des gens ici. Ils travaillent sur des ordinateurs et ont des réunions. Les gens peuvent enregistrer leur travail sur nos serveurs et ils utilisent BusyInternet comme un bureau virtuel. D'autres sont ici juste pour prendre un café, regarder un film ou passer du temps » explique-t-elle. BusyInternet propose également les services d'une petite pépinière d'entreprises : des espaces de bureaux, de la connectivité, de l'électricité et des services de soutien aux entreprises pour un tarif mensuel fixe. BusyInternet  a été plusieurs fois distingués de 2009, à 2012,.
Elle est devenue depuis la responsable de Google au Ghana,. Elle y anime notamment un projet d’installation de fibre optique pour aider les fournisseurs d'accès à Internet et les opérateurs mobiles locaux à proposer une bande passante haut débit à un prix plus abordable, dans les villes d’Accra, de Tema et de Kumasi, facilitant ainsi l'utilisation d'internet. Elle crée en parallèle des événements et des formations autour des outils, et anime le contact avec les différentes communautés d'utilisateurs. En 2010, lorsqu'elle entre chez Google, elle participe également à des conférences et des échanges TED sur la façon d'atteindre les objectifs du millénaire pour le développement. Elle y insiste sur le rôle indispensable des africains dans le développement en Afrique et rappelle, concernant internet que, malgré les travaux divers sur les infrastructures télécoms « le Ghana n'a que 4% de pénétration d'Internet » et  qu'« en 2010, de nombreux écoliers ghanéens ne verront jamais un ordinateur que comme un carré dessinée sur un tableau noir ».